# Tyrannasorus rex
Tyrannasorus rex là một loài bọ cánh cứng đã tuyệt chủng trong Miocene. Nó được đặt theo tên loài khủng long Tyrannosaurus rex, mặc dù những người phát hiện ra nó đặt tên dự theo chi Hybosorus trong họ Hybosoridae. Mẫu hóa thạch được tìm thấy trong hổ phách của Hymenaea protera ở Cộng hòa Dominica.